# Dichochrysa wuchangana
Dichochrysa wuchangana är en insektsart som först beskrevs av C.-k. Yang och X.-x. Wang 1990.  Dichochrysa wuchangana ingår i släktet Dichochrysa och familjen guldögonsländor. Inga underarter finns listade i Catalogue of Life.